# Tradescantia hirsuticaulis
Tradescantia hirsuticaulis là một loài thực vật có hoa trong họ Commelinaceae. Loài này được Small miêu tả khoa học đầu tiên năm 1897.
Đây là loài bản địa Nam Trung bộ Hoa Kỳ. 
Là loại cây lâu năm, ra hoa màu tím hoặc xanh lam vào mùa xuân trên thân cây thân thảo. 